# La Thieuloye
La Thieuloye település Franciaországban, Pas-de-Calais megyében. Lakosainak száma 470 fő (2022. január 1.). La Thieuloye Diéval, Bajus, Bours, Brias, Magnicourt-en-Comte és Monchy-Breton községekkel határos.

## Népesség
A település népességének változása:
| Lakosok száma | 477  | 488  | 495  | 493  | 499  | 506  | 494  | 482  | 470  |
|               | 2013 | 2015 | 2016 | 2017 | 2018 | 2019 | 2020 | 2021 | 2022 |